# Henry Purcell
Henry Purcell (Londres?, 10 de setembro de 1659 – 21 de novembro de 1695) foi um músico  inglês que atuou como cantor, instrumentista e construtor de instrumentos, editor e professor, mas é mais lembrado como compositor, um dos mais importantes da Inglaterra. 
Foi estimando na corte durante os reinados de três monarcas, e deixou uma obra vasta, influenciada pelo seu denso estudo da tradição britânica anterior e pela música francesa e italiana, com composições nos principais gêneros cultivados em seu tempo, incluindo odes cortesãs, ópera, música cênica, hinos sacros, canções profanas, música de câmara e peças para órgão e teclado. Entre suas composições mais conhecidas estão a ópera Dido and Aeneas (1689), a música cênica para as peças King Arthur (1691), The Fairy Queen (1692), The Indian Queen (1695) e The Tempest (1695), as Lições para cravo, suas sonatas e fantasias para viola da gamba, a Ode a Santa Cecília (1683), o Te Deum and Jubilate para o dia de Santa Cecília (1694), a Ode para o aniversário da Rainha Maria (1694), a Música para o funeral da Rainha Maria (1695), e a coleção de canções Orpheus Britannicus.
Purcell ganhou fama ainda em vida, sendo especialmente apreciadas sua versatilidade no domínio de todos os gêneros e sua capacidade de dar força expressiva à música com texto inglês, tanto sacra quanto profana, emocionando seus ouvintes. Para muitos de sua geração, ele foi o responsável por equiparar a música da Inglaterra à dos principais centros europeus. Após sua morte o interesse pela sua produção sofreu um contínuo declínio, mas nunca saiu completamente do repertório, em particular suas canções profanas, que permaneceram populares até o século XIX. No fim deste século começou um trabalho de recuperação do seu legado e de publicação de suas obras completas em edição crítica, e no século XX a bibliografia sobre ele se multiplicou, voltando a ser muito valorizado tanto pelos especialistas como pelo público, considerado um dos grandes ícones da música britânica e um dos principais mestres da música barroca internacional.

## Biografia

### Primeiros anos
Purcell nasceu em 1659 em local incerto. O único consenso entre os historiadores é que foi na Inglaterra, provavelmente em Londres, talvez na área da Abadia de Westminster. Era filho de Elizabeth e do músico Henry Purcell o Velho, um cavalheiro da Capela Real que cantou na coroação do rei Carlos II da Inglaterra. Edward e Daniel foram seus irmãos. Daniel Purcell também foi um compositor prolífico e escreveu a música para grande parte do ato final de The Indian Queen após a morte de Henry.
Após a morte de Henry o Velho em 1664, Purcell foi colocado sob a tutela de seu tio, o músico Thomas Purcell, que lhe mostrou grande afeto e bondade. Thomas era cavalheiro da Capela Real e ajudante do guarda-roupa de Carlos II, fez uma carreira significativa como cortesão, tinha excelentes contatos e providenciou para que o sobrinho fosse admitido no coro da Capela, estudando primeiro com o Henry Cooke, Mestre dos Meninos, e depois com Pelham Humfrey, sucessor de Cooke. Pode ter estudado cravo e órgão com Christopher Gibbons. Cantou no coro até 1673, quando sua voz mudou, então tornou-se assistente não remunerado de John Hingston, conservador dos instrumentos do rei e construtor de órgãos.
Diz a tradição que Purcell compunha desde os nove anos de idade, e a canção de três partes Sweet tyranness, I now resign pode ter sido escrita por ele quando criança, mas a obra mais antiga identificada com segurança como sua é uma ode ao aniversário do rei escrita em 1670. Após a morte de Humfrey, Purcell continuou seus estudos musicais com John Blow. Frequentou a escola da Abadia de Westminster, foi nomeado afinador do órgão da Abadia em 1674, cargo que manteria até 1678, e em 1676 entrou para a equipe de copistas de partituras.

### Carreira

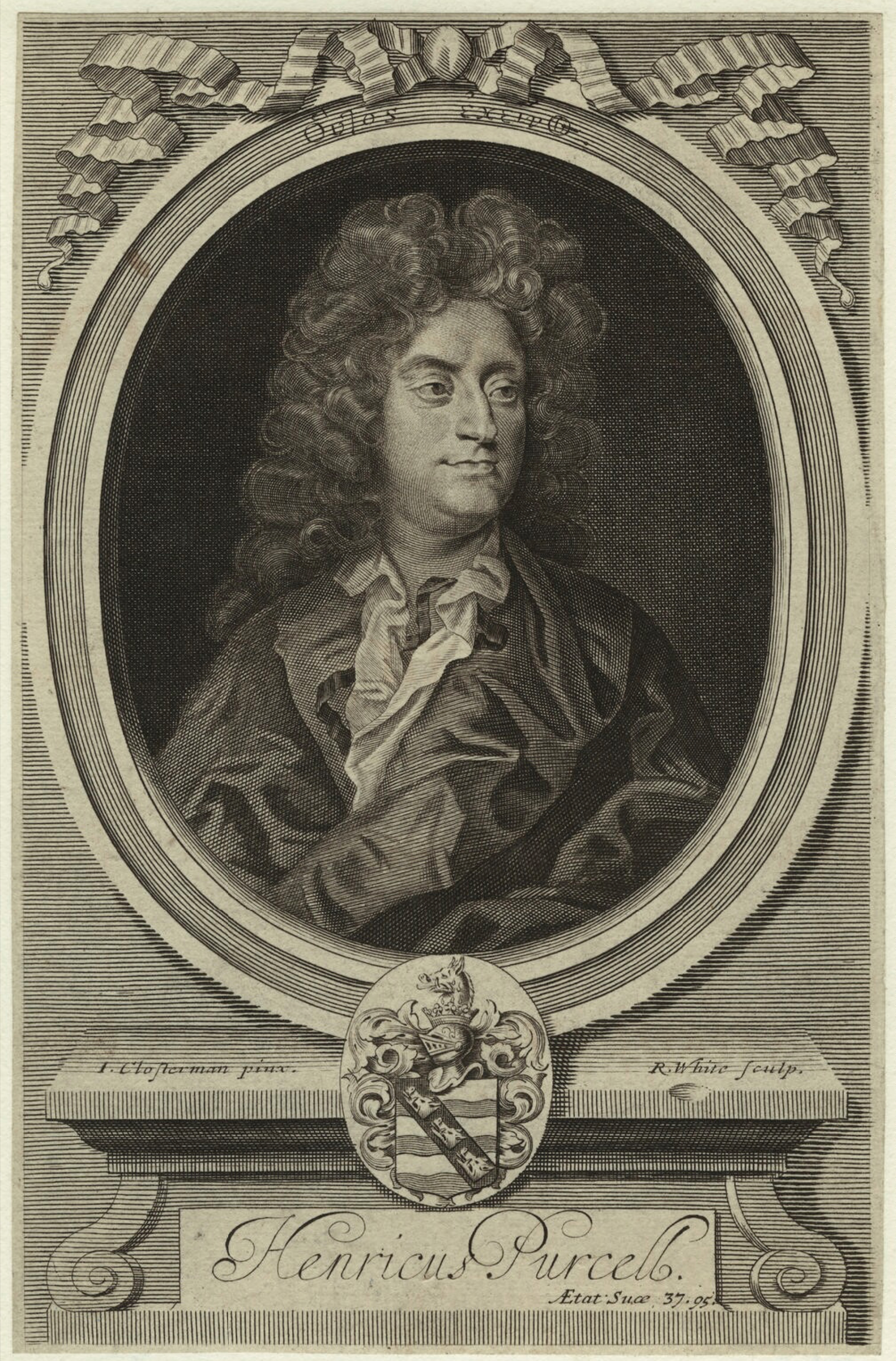
Retrato e brasão do compositor em gravura de R. White

Em 1677 recebeu sua primeira nomeação importante, sucedendo Matthew Locke como um dos compositores da orquestra de cordas do rei Carlos II, sendo responsável pela produção de obras para o entretenimento da corte. O seu primeiro hino foi composto em 1678, prescrito para o dia de Natal e também para ser lido na oração matinal do quarto dia do mês.
Em 1679 escreveu canções para Choice Ayres, Songs and Dialogues, de John Playford, e um hino para a Capela Real a ser cantado pelo reverendo John Gostling, dono de uma extraordinária voz de baixo profundo. Purcell escreveria ao longo da vida diversos outros hinos para ele, entre eles o notável They that go down to the sea in ships, cujo libreto é do mesmo Gostling, escrito como ação de graças pela salvação de Carlos II de um naufrágio.
Ainda em 1679, Blow, que havia sido nomeado organista da Abadia de Westminster 10 anos antes, renunciou ao cargo em favor de Purcell. Purcell então se dedicou quase inteiramente à composição de música sacra, e por seis anos cortou sua ligação com o teatro. No entanto, durante a primeira parte de 1679, provavelmente antes de assumir seu novo cargo, produziu duas obras importantes para o palco, a música para os dramas Theodosius de Nathaniel Lee, e Virtuous Wife de Thomas d'Urfey.
Casou-se com Frances em 1680 ou 1681, que lhe daria pelo menos seis filhos, e em 1682 foi nomeado um dos três organistas da Capela Real, cargo que exerceu simultaneamente com sua posição na Abadia de Westminster e que exigia que cantasse no coro quando não estivesse ocupado no órgão. Seu filho mais velho nasceu neste mesmo ano, mas teve vida curta. Em 1683 sucedeu Hingston como conservador dos instrumentos e ao mesmo tempo foi nomeado construtor/conservador dos órgãos reais. Sua primeira composição impressa, Doze Sonatas, foi publicada em 1683. Por alguns anos depois disso, dedicou-se à produção de música sacra, odes dirigidas ao rei e família real, e outras semelhantes. Escreveu dois de seus melhores hinos, I was glad e My heart is inditing, para a coroação do rei Jaime II em 23 de abril de 1685, e tocou órgão na cerimônia.
Contudo, Jaime II era católico e pouco interessando em música, e as atividades na Capela Real declinaram durante seu breve reinado, o mesmo ocorrendo com a música de circunstância, que se resumiu a três odes para os aniversários do monarca. Mesmo assim, neste período Purcell compôs outros hinos de alta qualidade, e também começou a voltar seu interesse para outros públicos. Em 1686 já há registros dele recebendo pupilos, no ano seguinte é conhecida sua primeira peça especificamente didática, um cânone a 4 partes incluído num manual teórico de Playford. Em 1687 retomou sua conexão com o teatro, fornecendo a música para a tragédia Tyrannick Love de John Dryden, e antes de janeiro de 1688 compôs o hino Blessed are they that fear the Lord por ordem expressa do rei. Alguns meses depois, escreveu a música para a peça The Fool's Preferment de D'Urfey. Em 1688 editou e publicou o primeiro volume de uma importante coletânea de obras vocais suas e de outros compositores, Harmonia sacra, a culminação de uma atividade editorial que já vinha desempenhando há algum tempo. Em 1689 contribuiu com várias peças didáticas para o manual Musick's Handmaid, tocou órgão na coroação de Guilherme III e teve seus cargos na corte confirmados. A composição de sua ópera de câmara Dido and Aeneas, com libreto de Nahum Tate, foi atribuída a este período, e sua produção mais antiga pode ter sido anterior à récita documentada de 1689. A primeira apresentação teve a colaboração de Josias Priest, mestre de dança e coreógrafo do Dorset Garden Theatre.

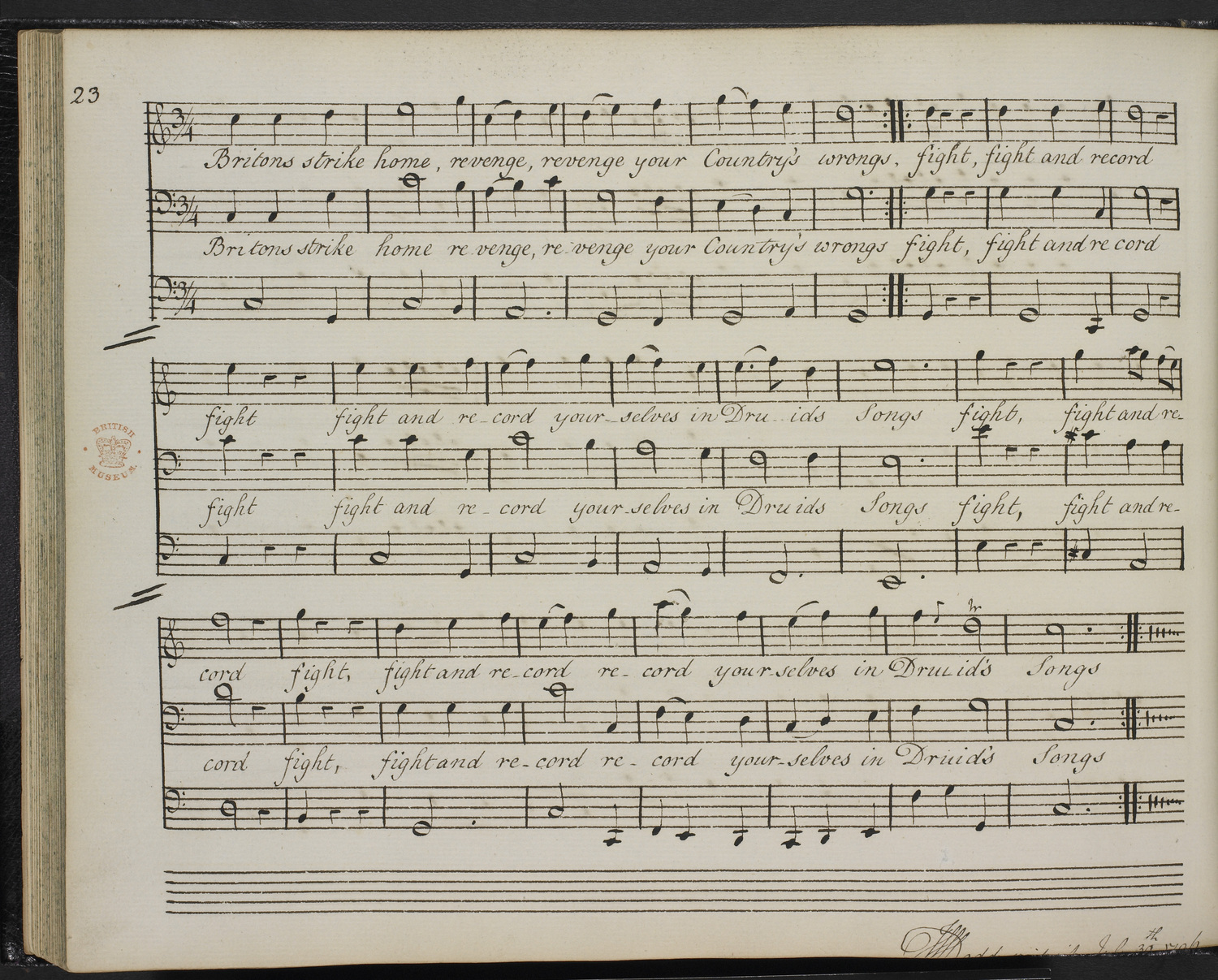
Página autógrafa de Bonduca

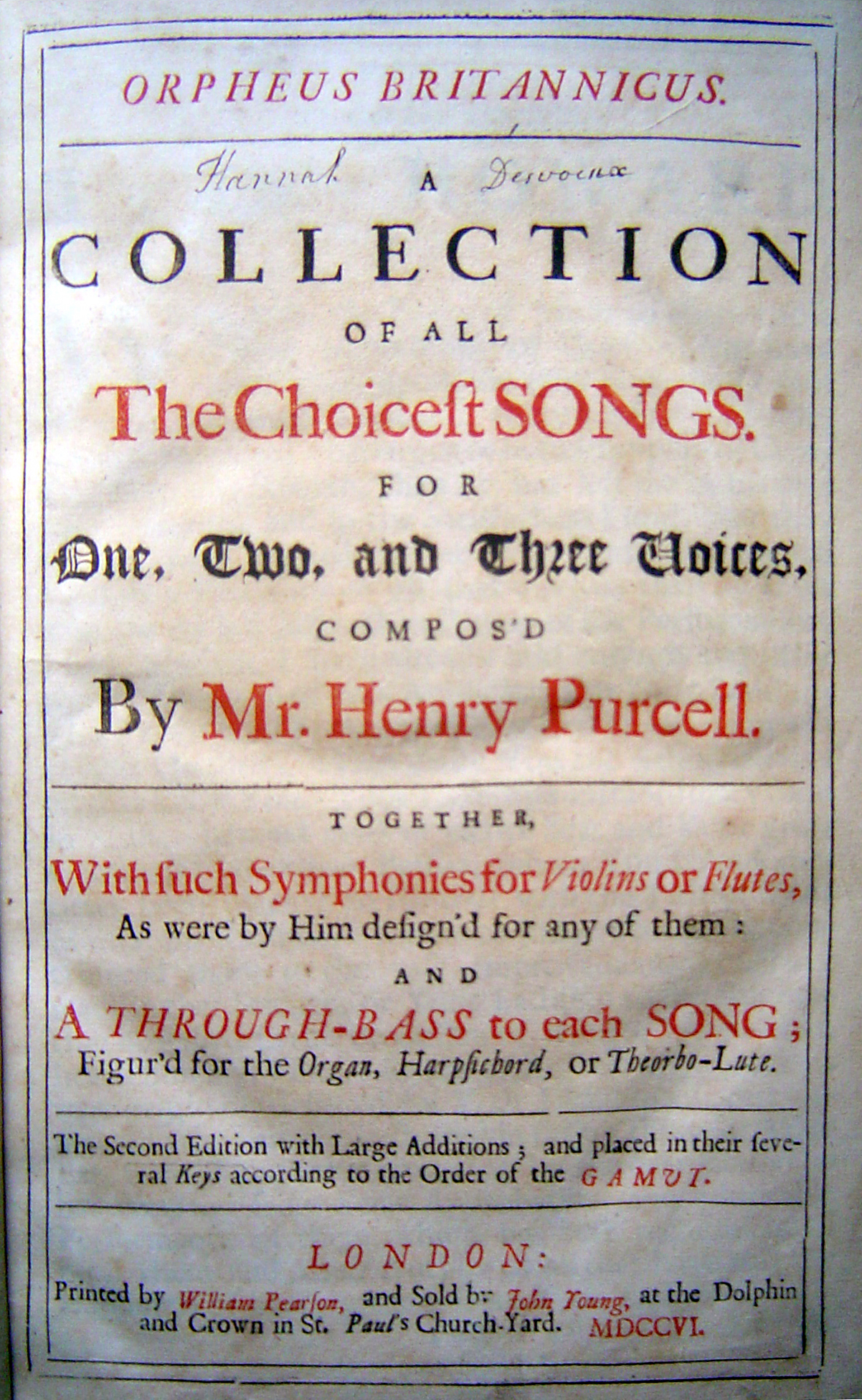
Coleção de canções Orpheus Britannicus, publicada postumamente pela sua viúva

Em 1690 já era reconhecido como um grande professor de teclado e sua obra compositiva dava sólidos sinais de maturidade, com um crescente poder expressivo e dramático, um estilo coerente que integrava a irregularidade e as tendências dispersivas dos anos anteriores, estruturas complexas e harmonias mais sofisticadas, ousadas e mesmo experimentais. Compôs uma ode para o aniversário da rainha Maria, Arise, my muse, e  a música para Dioclesian, uma adaptação de Prophetess de Fletcher e Massinger, e para Amphitryon de Dryden. Em 1691 escreveu a música para King Arthur, or The British Worthy. Em 1692 foi a vez de The Fairy-Queen, uma adaptação de A Midsummer Night's Dream de Shakespeare. Em 1693 compôs música para as comédias The Old Bachelor e The Double Dealer. O célebre Te Deum and Jubilate foi escrito para o Dia de Santa Cecília de 1694, o primeiro Te Deum inglês com acompanhamento orquestral. Este trabalho foi executado anualmente na Catedral de São Paulo até 1712. Seguiu-se The Indian Queen em 1695, uma adaptação de uma tragédia de Dryden e Sir Robert Howard. No mesmo ano escreveu canções para The Tempest de Dryden e Davenant, e em sequência escreveu uma das suas obras mais elaboradas, importantes e magníficas, uma outra ode de aniversário para a rainha, Come Ye Sons of Art, com libreto de Nahum Tate. Compôs Funeral Sentences and Music for the Funeral of Queen Mary para o sepultamento da rainha Maria, a música para The Comical History of Don Quixote, Bonduca e outras peças de Thomas d'Urfey, e em julho de 1695 compôs uma ode para o aniversário do Duque de Gloucester.
Sua personalidade permanece mal conhecida. Parece ter sido um anglicano devoto, mas enquanto viveu circularam rumores de que simpatizava pelo catolicismo. John Blow, John Dryden, John Dolben, Christopher Wren, Matthew Locke e Richard Busby, entre outros expoentes das artes e da literatura, deram amplo testemunho de sua consideração para com ele como artista e amigo, e esse círculo ajuda a formar uma ideia menos vaga sobre seus gostos e hábitos culturais.
Teve diversos pupilos, mas poucos são conhecidos com segurança: um certo Hodg; Katherine, filha do famoso trompetista John Shore; Katherine, Diana e Annabella, respectivamente filha, neta e esposa de Sir Robert Howard, e John Weldon, que ganhou algum renome como compositor. Mais tarde outros disseram ter aprendido com ele, incluindo Jeremiah Clarke, William Croft e Henry Needler.

### Morte
Purcell morreu em 21 de novembro de 1695 em sua casa na rua Marsham, quando estava no auge de sua carreira. A causa de sua morte é desconhecida. Foi universalmente lamentado como um grande mestre da música e os oficiais de Westminster o homenagearam votando unanimemente que seu funeral fosse pago pela Abadia e ele fosse enterrado no corredor norte, junto ao órgão. A cerimônia teve lugar em 26 de novembro e foi embelezada com a música que ele havia composto para o funeral da rainha Maria. Todo o Capítulo compareceu. Seu epitáfio diz: "Aqui jaz Henry Purcell, Esquire, que deixou esta vida e foi para aquele Lugar Abençoado onde lá somente Sua harmonia pode ser ultrapassada".
Purcell teve pelo menos seis filhos com sua esposa Frances. Ela, bem como seu filho Edward (1689-1740) e filha Frances, sobreviveram ao compositor. Sua esposa morreu em 1706, tendo publicado várias obras de seu marido, incluindo a agora famosa coleção chamada Orpheus Britannicus, em dois volumes, impressos em 1698 e 1702. Edward foi organista da Catedral de São Clemente em Londres a partir de 1711, e foi sucedido por seu filho Edward Henry Purcell, falecido em 1765. Ambos foram enterrados na Catedral de São Clemente, perto da galeria do órgão.

## Obra
Purcell foi compositor, cantor, multi-instrumentista, construtor de instrumentos, professor, avaliador de órgãos e editor musical, e ao longo de sua breve existência esteve em constante atividade. É geralmente considerado o maior compositor inglês de sua geração e um grande representante da música barroca, mas deu à linguagem internacional uma cor tipicamente britânica. Incorporou ao seu estilo, especialmente no tratamento da polifonia, influências de compositores mais antigos do Renascimento inglês como William Byrd, Thomas Tallis e Orlando Gibbons, cujas obras estudou e copiou meticulosamente, e também de contemporâneos como Pelham Humfrey, John Blow e Matthew Locke. Sua obra também deve muito a modelos franceses e mais ainda à música italiana, especialmente dos compositores Monteverdi, Gratiani, Carissimi, Colista, Stradella e Pasquini, entre outros. Alguns deles estavam empregados na corte e Purcell manteve com eles frequente contato. Seu acesso aos arquivos e seu trabalho como copista de partituras na Abadia de Westminster sem dúvida devem tê-lo familiarizado com um grande repertório de obras antigas e recentes, e isso deve ter contribuído para o desenvolvimento de sua técnica compositiva e para o ecletismo de sua inspiração. Deixou produção prolífica mas publicou pouco enquanto viveu.

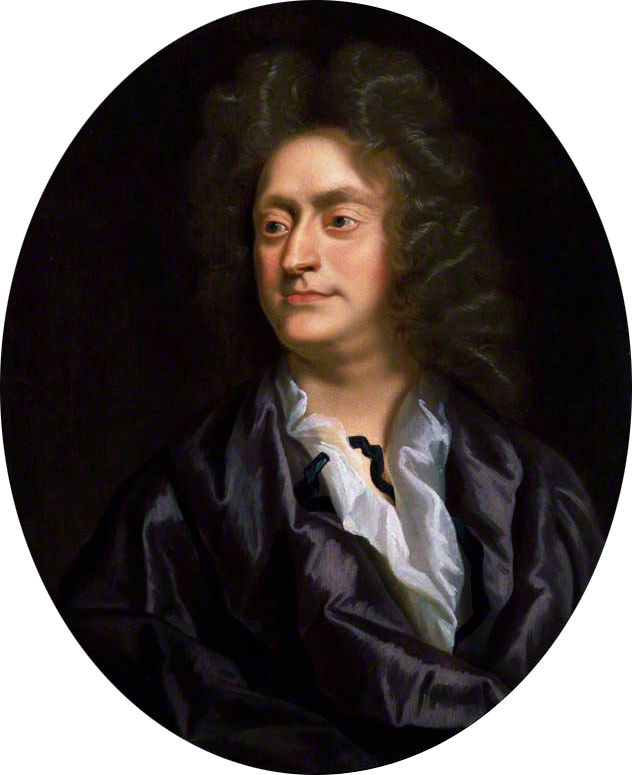
Retrato pintado por John Closterman

Escreveu música para quarenta e duas peças teatrais. Dido and Aeneas é a sua única ópera verdadeira e constitui um marco importante na história da música dramática inglesa. Em sua geração o gênero ainda não havia se popularizado na Inglaterra, e sua produção para o teatro (os teatros locais só apresentavam textos em inglês), consistiu, como faziam todos os compositores, em canções ou interlúdios instrumentais interpolados entre trechos encenados sem acompanhamento, mas é claro o seu interesse em expandir as possibilidades de expressão dramática da música. Dioclesian, King Arthur e The Fairy Queen são muito mais do que mera música incidental.
Escreveu ainda uma grande quantidade de música sacra e numerosas odes, cantatas e outras peças diversas. Cerca de 70 hinos lhe são atribuídos, mas diversos têm autoria duvidosa. Seus textos em geral têm conotações políticas e apoiam a monarquia, sendo escritos a maioria em uma época de turbulência política durante o reinado de Carlos II. É clara uma evolução a partir de estruturas e harmonias simples em composições curtas e estilisticamente conservadoras, em direção a estruturas longas e complexas, de harmonias sofisticadas e crescente refinamento e experimentalismo no trato da voz e nas formas de combinação entre as forças vocais e instrumentais.  Deixou mais de 100 canções seculares para uma voz e cerca de 40 para duas vozes, sem contar as peças similares incluídas em obras cênicas. Muitas canções são peças longas e substanciosas que incorporam seções de recitativo e ária.
A sua produção de música instrumental de câmara é pequena, mas destacam-se as suas sonatas para dois violinos e baixo contínuo e sobretudo as peças para violas da gamba a três ou quatro partes, incluindo treze sonatas e fantasias, dois In nomine e quatro pavanas, que deram nova vida ao gênero do consort que estava em declínio e hoje estão firmemente estabelecidas entre as mais importantes do repertório para violas. Também são dignos de nota interlúdios instrumentais e danças das suas obras para o teatro. Para o teclado compôs algumas suítes para cravo e peças de órgão.

## Recepção
Sua fama é bem documentada em vida. Roger North, um dos mais eruditos músicos de sua geração, disse: "Então surgiu o Nobre Purcell, o Jenkins de seu tempo, ou mesmo maior. Era capaz de todas as invenções em música. Nada lhe escapava. [...] Ele elevou a ópera e a música dos teatros em grau tal que, até na Itália, o Senhor Purcell era cortejado não menos do que em sua pátria".

Capa da edição de 1695 das canções de The Indian Queen

Enquanto viveu e logo após sua morte foi celebrado principalmente como autor de uma música vocal que tinha, para seus contemporâneos, uma extraordinária capacidade expressiva tanto nos gêneros sacros como nos seculares. É típico da apreciação corrente nesta época o elogio que fez Henry Playford, no prefácio da edição póstuma de 1698 de Orpheus Britannicus, a este 'Orfeu britânico': "O extraordinário talento do autor em todos os tipos de música é suficientemente conhecido, mas ele foi especialmente admirado pela música vocal, tendo um peculiar gênio para expressar a energia das palavras inglesas, pelas quais ele movia as paixões do seu público". O mesmo pode ser dito da impressão de Charles Burney: "Mesmo que seu estilo dramático e seus recitativos tenham sido formados em grande medida a partir de modelos franceses, há um poder e uma força latentes na sua expressão da língua inglesa, quaisquer que sejam os assuntos, que fazem um nativo desta ilha emocionar-se mais intensamente do que poderiam aspirar fazê-lo toda a elegância, a graça e o refinamento da música moderna".
Paralelamente, consolidou-se a impressão de que era uma espécie de herói, que dera uma grande contribuição à tradição inglesa e teria sido capaz de colocar a Inglaterra no mapa musical da Europa em pé de igualdade com as outras nações. O argumento nacionalista se manteria um dos tópicos centrais na sua recepção crítica ao longo do tempo, e sua obra se tornaria um dos principais modelos através dos quais os teórico locais procuraram, especialmente a partir de fins do século XVIII, definir o que a tradição inglesa tinha de específico em face da maciça influência da ópera italiana, e novamente no século XIX, quando se torna dominante a tradição austro-germânica. Segundo Alan Howard, "a noção de Purcell como um ícone nacional é uma parte importante da sua recepção até os dias de hoje".
Após sua morte foi homenageado por muitos de seus contemporâneos, incluindo seu velho amigo John Blow, que compôs uma ode em sua memória com texto de John Dryden. William Croft manteve vivo o hino Thou knowest Lord, desde então cantado em todos os funerais de Estado britânicos. Haendel foi um grande admirador, e sua própria produção de odes e oratórios das décadas de 1730 e 1740 revela um débito para com o mestre antigo, especialmente na maneira como explorou a musicalização expressiva da língua inglesa.
O interesse erudito pela coleção de seus manuscritos despertou imediatamente após sua morte. Bernard Gates e Philip Hayes, entre outros, reuniram diversos deles no início do século XVIII, mas o mais importante entre os primeiros estudiosos foi William Flackton, que reuniu uma grande coleção; foi o primeiro a estabelecer as diferentes caligrafias do autor e deu os passos iniciais na análise crítica das fontes. Em 1776 John Hawkins publicou um sumário biográfico em sua General History of the Science and Practice of Music, recheado de lendas, anedotas e fofocas não comprovadas sobre o compositor, que rapidamente ganharam ampla circulação e criaram uma imagem distorcida e romantizada de sua pessoa.

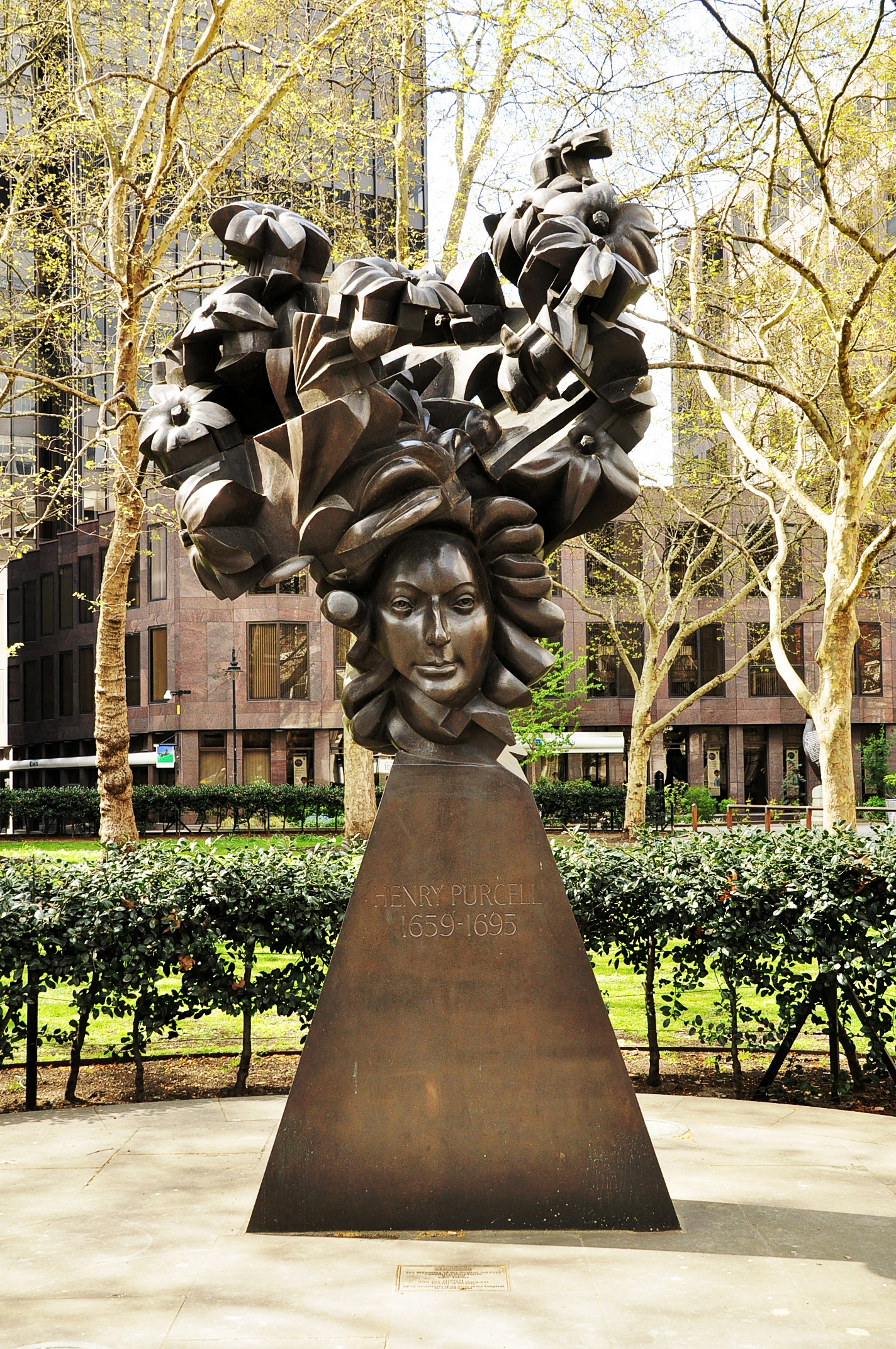
"The Flowering of the English Baroque", escultura de Glynn Williams homenageando o músico

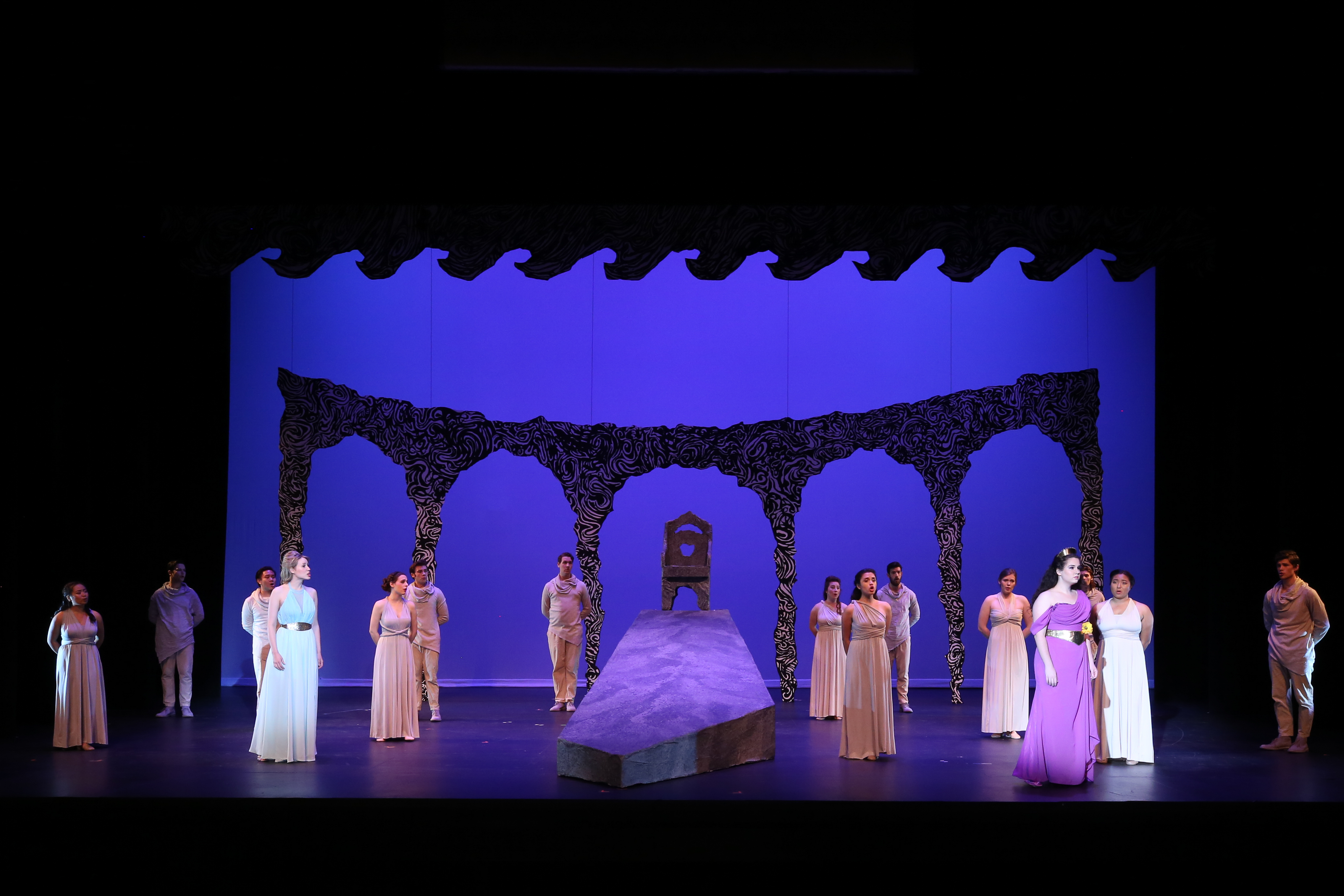
Montagem contemporânea de Dido and Aeneas na Pepperdine University

Entre o grande público, o interesse pela sua obra parece ter de modo geral declinado constantemente ao longo do século XVIII, e as ocasionais audições de suas composições frequentemente ocorreram usando versões arranjadas e adaptadas para atender às mudanças no gosto. As gerações seguintes ao seu desaparecimento lembraram de Purcell principalmente como um compositor de canções, que permaneceram populares e receberam várias edições até o início do século XIX. Um Purcell Club foi fundado em Londres em 1836 para promover a performance de sua música, permanecendo em atividade até 1863. Salvo as canções, a publicação das suas composições permaneceu pequena até a fundação da Purcell Society em 1876, que se dedicou a remediar esse problema, publicando um primeiro volume de edição crítica em 1878, seguindo-se novos volumes até 1928, quando as atividades foram interrompidas. Outro marco importante foi a exposição de uma grande variedade de objetos e partituras organizada pelo Museu Britânico em 1895, comemorando o bicentenário de sua morte. O material publicado na ocasião fez um balanço dos estudos até a data, corrigiu vários erros que circulavam, apontou para novos caminhos de pesquisa e significou o início da abordagem moderna da sua historiografia crítica.
Purcell exerceu uma forte influência sobre os compositores do renascimento musical inglês do início do século XX, mais notavelmente em Benjamin Britten, que fez arranjos para voz e piano de muitas das suas obras. A prática das audições baseadas em arranjos e adaptações iniciada no século XVIII seria continuada até meados do século XX, criando uma tradição interpretativa muito distante das convenções usadas no século XVII, dificultando um correto entendimento do seu legado. Com a rápida popularização do movimento de revivalismo da música antiga em meados do século XX, cresceu o interesse pela interpretação historicamente informada de sua música, e desde então uma série de novos estudos começaram a aparecer, aplicando metodologias e técnicas mais avançadas, e enquanto isso eram redescobertas várias fontes esquecidas em velhos arquivos.
Em 1957 a Purcell Society retomou a publicação das suas obras completas com o lançamento de um volume de odes e cantatas, sendo completada em 1965 com um total de 32 volumes. Em 1963 apareceu o catálogo temático de Franklin Zimmerman. Desde 1970 a Purcell Society se dedica a revisar os volumes publicados anteriormente e lançar novas edições conformes aos critérios mais avançados, incorporando novas metodologias, fontes antes desconhecidas e os estudos mais recentes sobre o compositor. Em 1995 foi comemorado o terceiro centenário de seu falecimento, que suscitou a publicação de uma grande quantidade de estudos sobre ele, mas para os pesquisadores ficou claro que ainda muito era preciso ser feito para um melhor conhecimento de sua vida, obra, processo criativo, influências, tradição interpretativa, fontes históricas, história da recepção crítica e as relações da sua produção com o contexto sociocultural e a música de seu tempo. No mesmo ano foi inaugurado um monumento de bronze em sua homenagem em Victoria Street, Westminster, esculpido por Glynn Williams. A Henry Purcell Society de Boston executa sua música e faz streaming de concertos ao vivo. Hoje Purcell é reconhecido como um dos maiores compositores britânicos, e para alguns ele é o maior de todos.

## Áudios
| In nomine a 6 para violas da gamba, Z.746 |  |
|                                           |  |
|                                           |  |

| "If Loves A Sweet Passion" de The Fairy Queen Z.629 |  |
|                                                     |  |
|                                                     |  |

| Chacona de The Fairy Queen Z.629 |  |
|                                  |  |
|                                  |  |

| Toccata em lá maior para cravo |  |
|                                |  |
|                                |  |